# 아리프 에르뎀
아리프 에르뎀(튀르키예어: Arif Erdem, 1972년 1월 2일 ~ )은 튀르키예의 은퇴한 축구 감독이자 전직 프로 축구 선수로, 공격수로 활약했다. 1990년 지역 구단인 제이틴부르누스포르에서 선수 생활을 시작한 에르뎀은 15년에 걸친 화려한 프로 경력을 쌓았다. 그는 리그 통산 341경기에 출전해 106골을 기록했으며, 2001–02년 시즌 종료 시 일한 만스즈와 함께 쉬페르리그 공동 득점왕에 올랐다.
갈라타사라이에서 보낸 14년 동안 에르뎀은 쉬페르리그 7회 우승, 튀르키예 쿠파스 5회 우승, 그리고 2000년 UEFA컵 우승을 차지했다. 그는 2002년 FIFA 월드컵에서 3위를 기록한 튀르키예 국가대표팀의 일원이었다. 국가대표팀에서는 총 60경기에 출전해 11골을 기록했다.
감독으로서는 2011년부터 2012년까지 이스탄불 뷔위크셰히르 벨레디예스포르를 이끌었다.

## 구단 경력
에르뎀은 제이틴부르누스포르에서 활약한 뒤, 1991년 6월 1일, 갈라타사라이와 첫 프로 계약을 체결했다. 입단 첫 시즌에는 총 29경기에 출전해 4골을 기록했고, 다음 시즌에는 18경기 출전 4골을 기록하며 출전 기회는 줄었지만, 팀은 쉬페르리그, 튀르키예 쿠파스, 투르크셀 쉬페르 쿠파를 모두 석권하며 국내 트레블을 달성했다. 1993–94년 시즌은 에르뎀에게 가장 성공적인 시즌이었으며, 리그에서 9골을 기록하며 갈라타사라이의 또 다른 리그 우승에 기여했다. 그는 1999-2000년 UEFA컵 우승을 끝으로 갈라타사라이에서의 1차 재임을 마쳤으며, 이 시기 동안 리그 우승 6회, 튀르키예 쿠파스 우승 4회, 기타 컵 대회 우승 4회를 달성했다.
에르뎀은 2000–01년 시즌 초반 레알 소시에다드로 이적했으나, 이후 이 선택을 후회하며 "내가 원한 건 유럽 팀으로 가는 것뿐이었습니다... 아무 생각 없이, 받은 첫 제안서에 그냥 사인했습니다"고 밝혔다. 그는 잦은 부상에 시달렸고, 스페인 클럽에서 두 경기 출전 1골에 그친 채 6개월 만에 팀을 떠났다. 2000년 11월 14일, 에르뎀은 갈라타사라이로 복귀했다. 복귀 후 에르뎀은 2001–02년 시즌 쉬페르리그 득점왕에 오르며 자신의 7번째 리그 우승을 달성했고, 2004–05년 시즌 튀르키예 쿠파스 우승을 끝으로 프로 선수 생활을 마무리했다.

## 국가대표팀 경력
에르뎀은 1991년 튀르키예 U-21 국가대표팀에서 국제 무대 경력을 시작했으며, 10경기에 출전해 1골을 기록했다. 그는 1993년 튀르키예 올림픽 국가대표팀 소속으로 악데니즈컵에 참가했으며, 1994년에 성인 국가대표팀 데뷔 전을 치렀다. 1996년에는 튀르키예가 UEFA 유로 1996 본선에 진출했고, 에르뎀도 최종 엔트리에 포함되었으나, 팀은 승점을 얻지 못했다.
그의 국가대표 커리어에서 인상적인 순간 중 하나는 UEFA 유로 2000 예선 전에서였다. 그는 북아일랜드를 상대로 단 3분 동안 3골을 몰아넣는 해트트릭을 기록했고, 튀르키예는 본선 진출에 성공했다. 본선에서도 에르뎀은 엔트리에 포함되었으며, 특히 공동 개최국 벨기에를 상대로 한 승리에서 중요한 역할을 했다. 이 경기에서 그는 여러 차례 반칙을 당했으며, 그 중 하나는 필리프 더 빌더의 퇴장으로 이어졌다. 튀르키예는 조별 리그를 통과했지만 포르투갈과의 경기에서 패배했고, 에르뎀은 후반 46분에 얻은 페널티킥을 득점으로 연결하지 못했다. 에르뎀은 2002년 FIFA 월드컵에도 출전하였으나, 많은 출전 기회를 얻지는 못했다. 그의 국가대표 커리어는 1994년부터 2003년까지 이어졌으며, 이 기간 동안 60경기에 출전해 11골을 기록했다.

## 사생활
에르뎀은 부모가 쿠마노보 출신인 알바니아계 후손이다. 그는 2016년 튀르키예 쿠데타 미수 사건 이후, 튀르키예 정부가 테러 조직으로 지정한 귈렌 운동과의 연루 의혹 때문에 2016년에 그리스로 도피한 것으로 알려져 있다.